# Episodi di Piscine da pazzi

## Prima stagione
| nº | Titolo originale         | Titolo italiano        | Prima TV USA     | Prima TV Italia |
| -- | ------------------------ | ---------------------- | ---------------- | --------------- |
| 1  | Swimming with the Fishes | Nuotando con i pesci   | 20 febbraio 2015 |                 |
| 2  | Paradise on the Bay      | Un paradiso nella baia | 27 febbraio 2015 |                 |
| 3  | Mountain Lodge Oasis     | Montagne Rocciose      | 6 marzo 2015     |                 |
| 4  | In Hot Water             | Nell'acqua calda       | 13 marzo 2015    |                 |
| 5  | Growing Pains            | Difficoltà iniziali    | 20 marzo 2015    |                 |
| 6  | Green with Envy          | Verde d'invidia        | 27 marzo 2015    |                 |

## Seconda stagione
| nº | Titolo originale           | Titolo italiano           | Prima TV USA     | Prima TV Italia |
| -- | -------------------------- | ------------------------- | ---------------- | --------------- |
| 1  | Welcome to the Jungle      | Benvenuti nella giungla   | 26 febbraio 2016 |                 |
| 2  | Living Under the Sea       | Vivere in fondo al mare   | 4 marzo 2016     |                 |
| 3  | Fiesta de Laguna           | Fiesta                    | 11 marzo 2016    |                 |
| 4  | Rockin' it in Rocket City  | Una grotta in città       | 18 marzo 2016    |                 |
| 5  | Waterpark Wonderland       | Il paese delle Meraviglie | 1º aprile 2016   |                 |
| 6  | Zen & the Art of Pools     | Tra zen e arte            | 8 aprile 2016    |                 |
| 7  | Hidden Party Zone          | Divertimento inaspettato  | 22 aprile 2016   |                 |
| 8  | For the Birds              | Oasi per uccelli          | 6 maggio 2016    |                 |
| 9  | Lazy River Runs Through It | Il fiume                  | 13 maggio 2016   |                 |
| 10 | Castle By the Sea          | Castello sul mare         | 20 maggio 2016   |                 |

## Terza stagione
| nº | Titolo originale            | Titolo italiano                | Prima TV USA   | Prima TV Italia   |
| -- | --------------------------- | ------------------------------ | -------------- | ----------------- |
| 1  | Ultimate Backyard Paradises | Paradisi                       | 15 giugno 2018 |                   |
| 2  | What's Up Dock?             | Il molo                        | 22 giugno 2018 |                   |
| 3  | Piña Pool-ada               | Oasi tropicale                 | 29 giugno 2018 |                   |
| 4  | Dream Mulligan              | Florida dream                  | 6 luglio 2018  |                   |
| 5  | Top of the Mountain         | Sulla montagna                 | 13 luglio 2018 |                   |
| 6  | Sliding into Neverland      | Neverland                      | 20 luglio 2018 |                   |
| 7  | Small Yard, Big Dreams      | Piccolo giardino, grande sogno | 27 luglio 2018 | 12 settembre 2018 |
| 8  | Rocks of Love               | Roccia d'amore                 | 3 agosto 2018  |                   |
| 9  | Pool-a-Vida                 | Oceani                         | 10 agosto 2018 | 22 agosto 2018    |